# Gossypium sturtianum
Espèce
Classification phylogénétique
Gossypium sturtianum (appelée littéralement par les anglophones « rose du désert de Sturt », du nom de son découvreur) est une espèce de plantes à fleurs du genre Gossypium (cotonniers « véritables ») et de la famille des Malvaceae. C'est un arbuste endémique de l'Australie que l'on trouve dans tout le continent.

## Description
C'est un buisson qui atteint 1 à 2 mètres de haut pour un diamètre équivalent. Il vit une dizaine d'années.
Les feuilles sont de différentes nuances de vert, rondes et dégagent une odeur forte lorsqu'elles sont écrasées.
Les fleurs qui peuvent atteindre 12 centimètres de diamètre, vont du rose pâle au marron en passant par le rouge foncé. Les sept pétales sont verticillés (disposés en spire et non en cercle) et la corolle a une partie centrale rouge. Il y a une petite bourre de coton au centre. La plante porte des fleurs presque toute l'année mais plus particulièrement à la fin de l'hiver.

## Distribution et habitat
Cette plante se trouve à l'état sauvage dans une grande partie de l'Australie.

## Symbolique

Drapeau du Territoire du Nord.

La fleur a été choisie comme emblème floral par un État australien, le Territoire du Nord. Elle figure, sous une forme stylisée, sur le drapeau de cet État.